# Wikipedia in estone
Wikipedia in estone (Eestikeelne Vikipeedia) è l'edizione in lingua estone di Wikipedia. Essa ebbe inizio il 24 luglio 2002.

## Statistiche
La Wikipedia in estone ha 252 538 voci, 594 186 pagine, 205 834 utenti registrati di cui 704 attivi, 34 amministratori e una "profondità" (depth) di 21 (al 25 maggio 2025).
È la 47ª Wikipedia per numero di voci e, come "profondità", è la 50ª fra quelle con più di 100.000 voci (al 25 maggio 2025).

## Cronologia
- ottobre 2003 — supera le 1000 voci
- 15 maggio 2005 — supera le 10.000 voci
- 4 giugno 2008 — supera le 50.000 voci ed è la 33ª Wikipedia per numero di voci
- 25 agosto 2012 — supera le 100.000 voci ed è la 41ª Wikipedia per numero di voci
- 4 ottobre 2016 — supera le 150.000 voci ed è la 45ª Wikipedia per numero di voci
- 12 agosto 2019 — supera le 200.000 voci ed è la 43ª Wikipedia per numero di voci